# Tyril (Gøta)
Tyril è una montagna alta 639 metri sul mare situata sull'isola di Eysturoy, nell'arcipelago delle Isole Fær Øer, in Danimarca.